# زاون کوشتویان
زاون آقاسو کوشتویان (ارمنی: Զավեն Աղասու Կոշտոյան؛ زاده ۷ اکتبر ۱۹۴۰ - درگذشته ۱ ژوئیهٔ ۲۰۱۶) نقاش، مجسمه‌ساز اهل ارمنستان بود.

## زندگی‌نامه
وی در ۷ اکتبر ۱۹۴۰ در لنیناکان به دنیا آمد و از کالج دولتی هنرهای زیبای پانوس ترلمزیان (۱۹۶۴) انستیتو دولتی هنری و نمایشی ایروان (۱۹۶۹) فارغ‌التحصیل گشت.   وی همچنین برنده جوایزی همچون نقاش شایسته جمهوری ارمنستان (۱۹۹۲) شد. وی در ۱ ژوئیهٔ ۲۰۱۶ در سن ۷۵ سالگی در گیومری درگذشت.

## نگارخانه

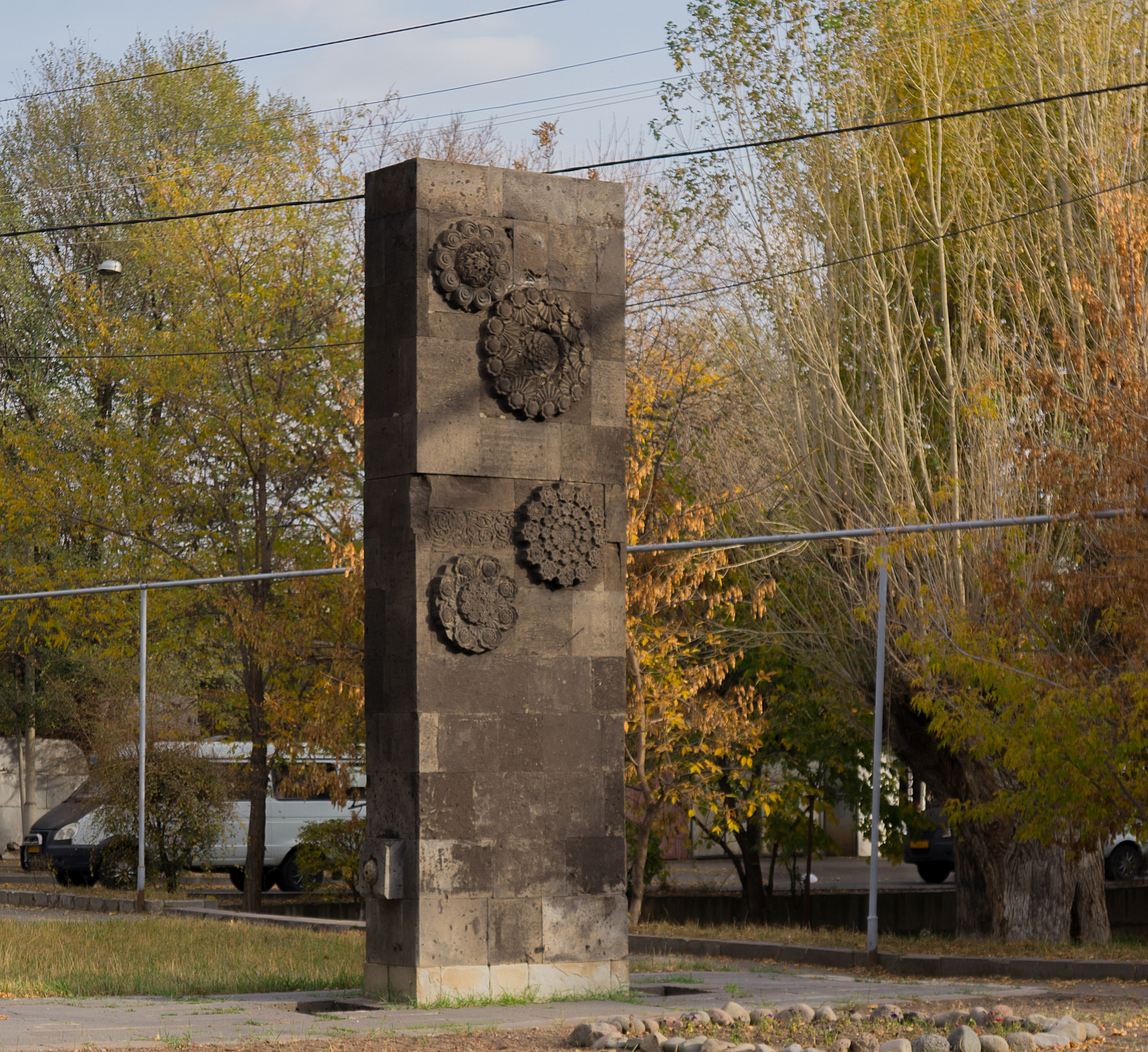
نقش برجسته آ.س. پوشکین در پارک پیروزی (بازالت), ۱۹۷۴
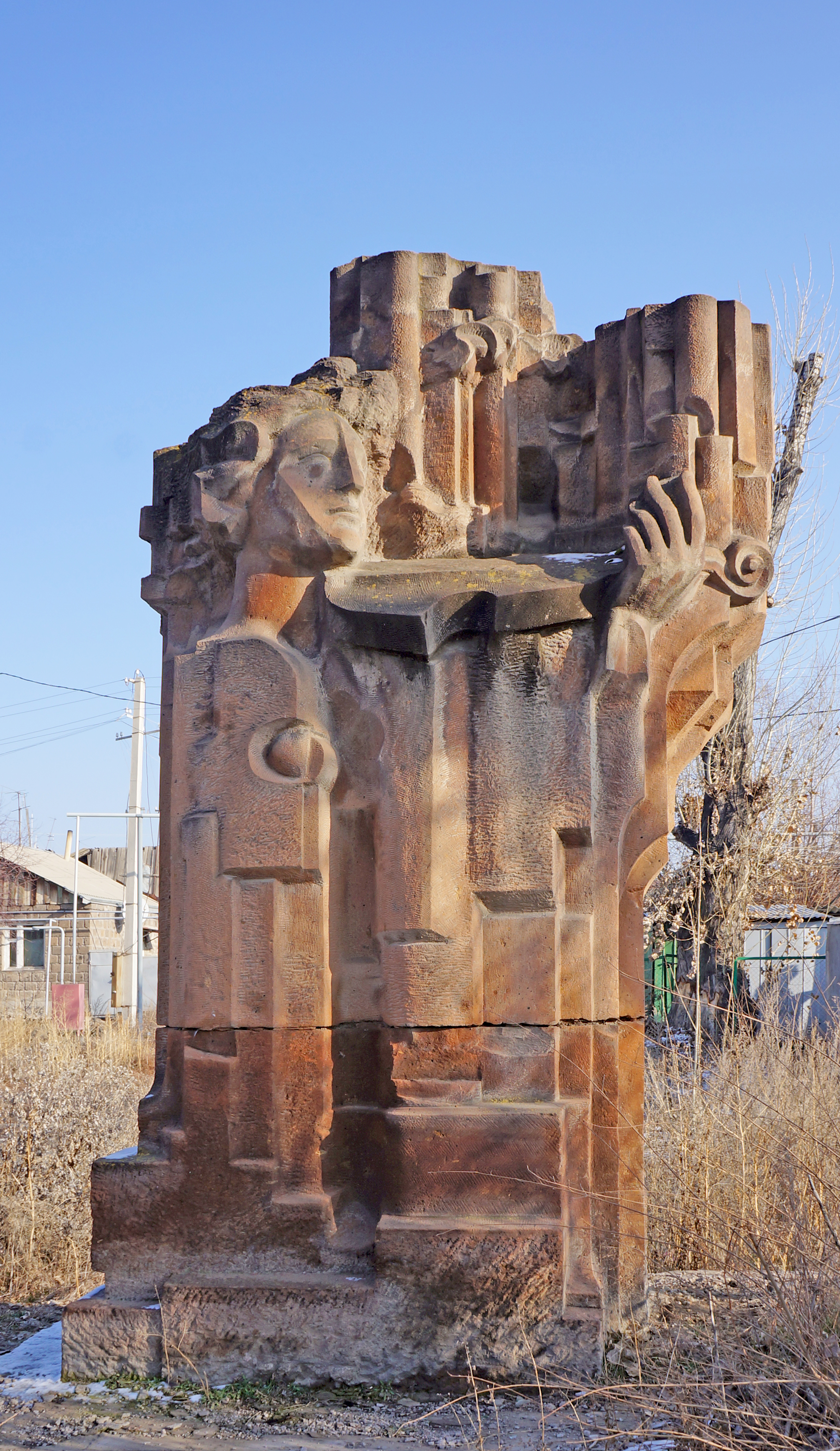
«موسیقی»، توف (سنگ)،  گیومری، ۱۹۷۸,
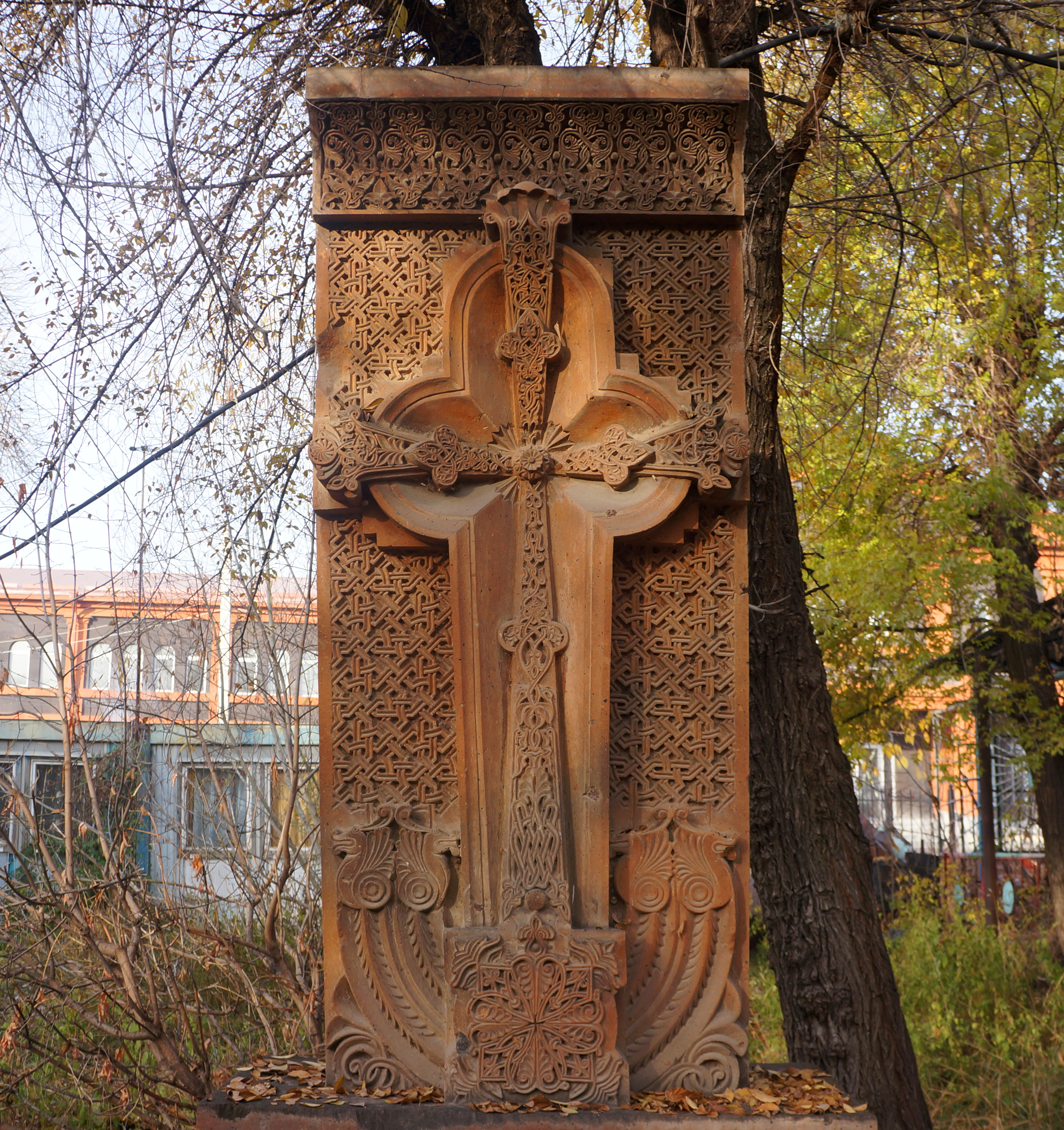
«خاچکار»،  «به یاد قربانیان کشتار سومقاییت», گیومری، ۱۹۸۸
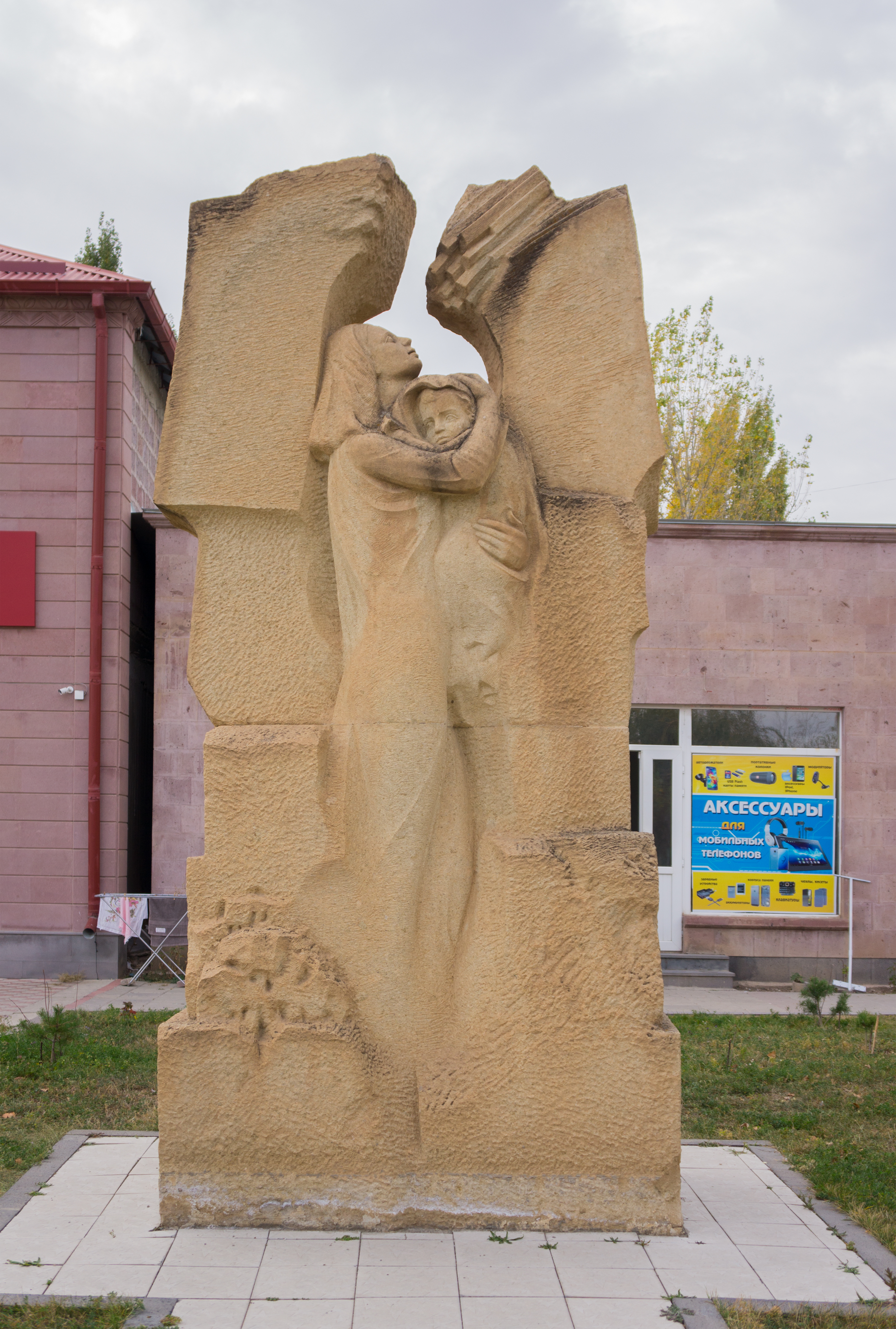
«به یاد قربانیان زمین‌لرزه ۱۹۸۸ ارمنستان», بنای یادبود در حیاط کلیسای سنت هاکوب متسبینه‌تسی مقدس (فلسیت), ۲۰۰۲
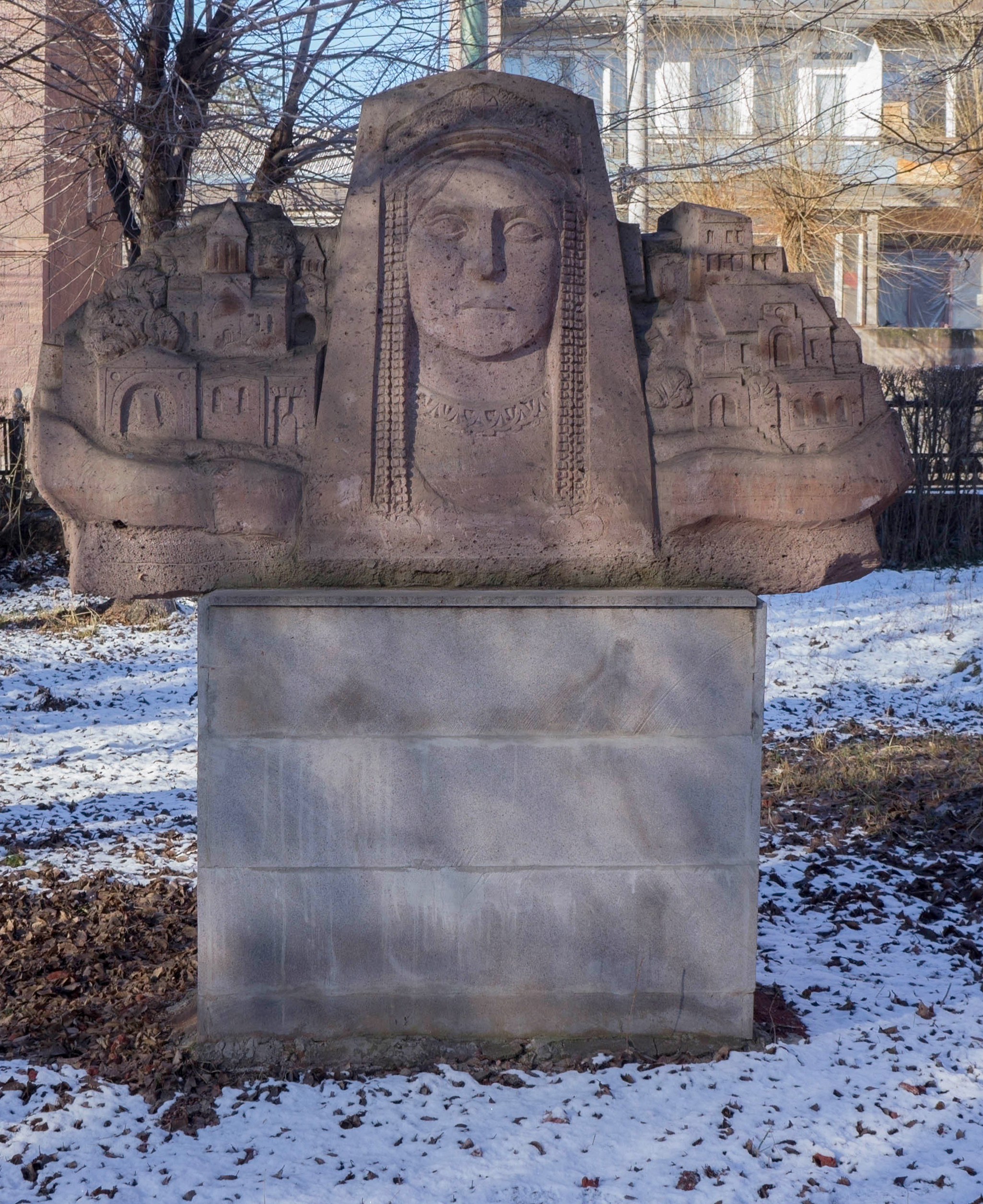
«گیومری»،  مجسمه‌سازی سمپوزیوم بین‌المللی،  گیومری،  ۲۰۱۳
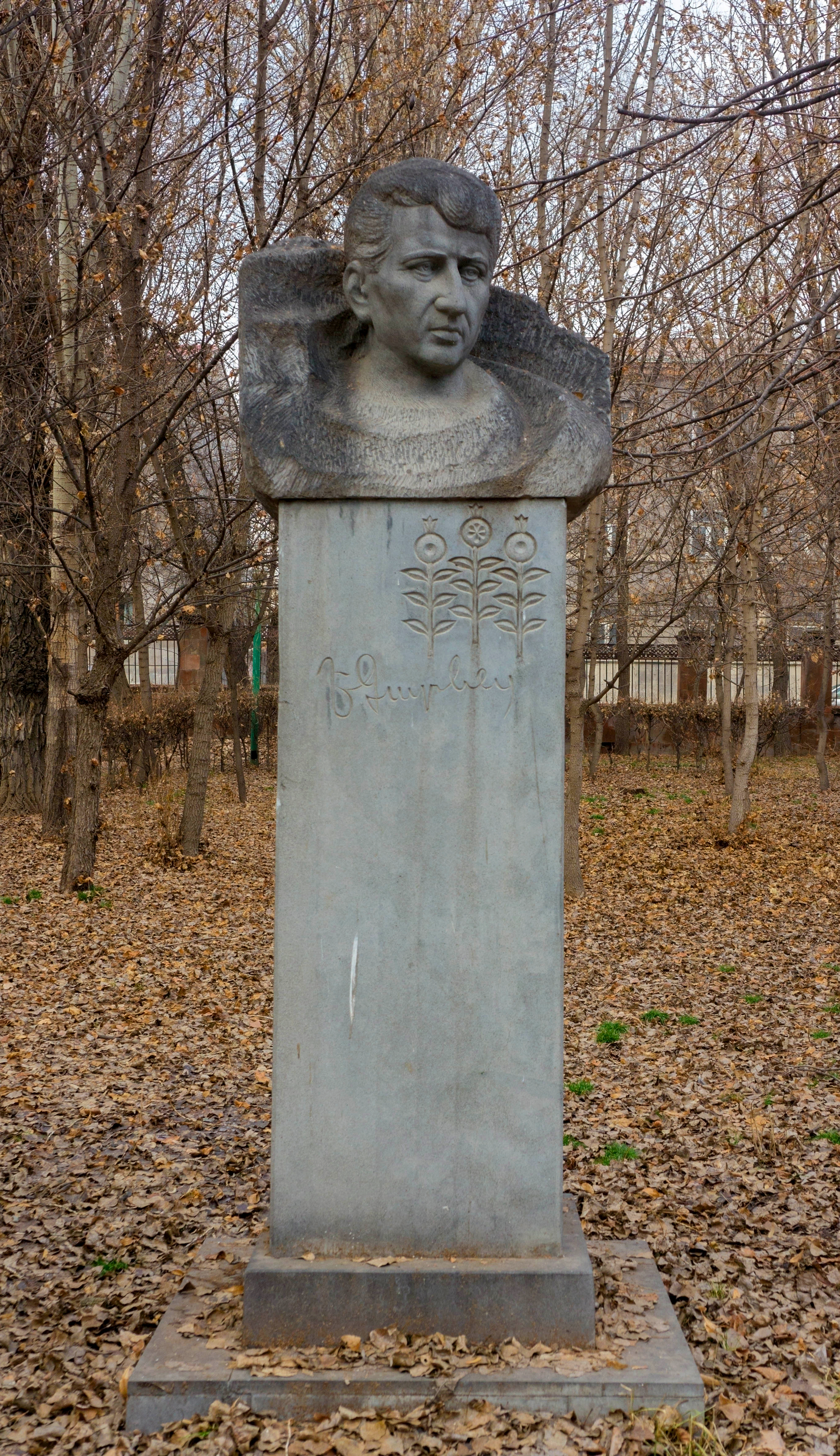
مجسمه نیم‌تنه «یغیشه چارنتس» در پارک شهر گیومری،  ۲۰۱۲
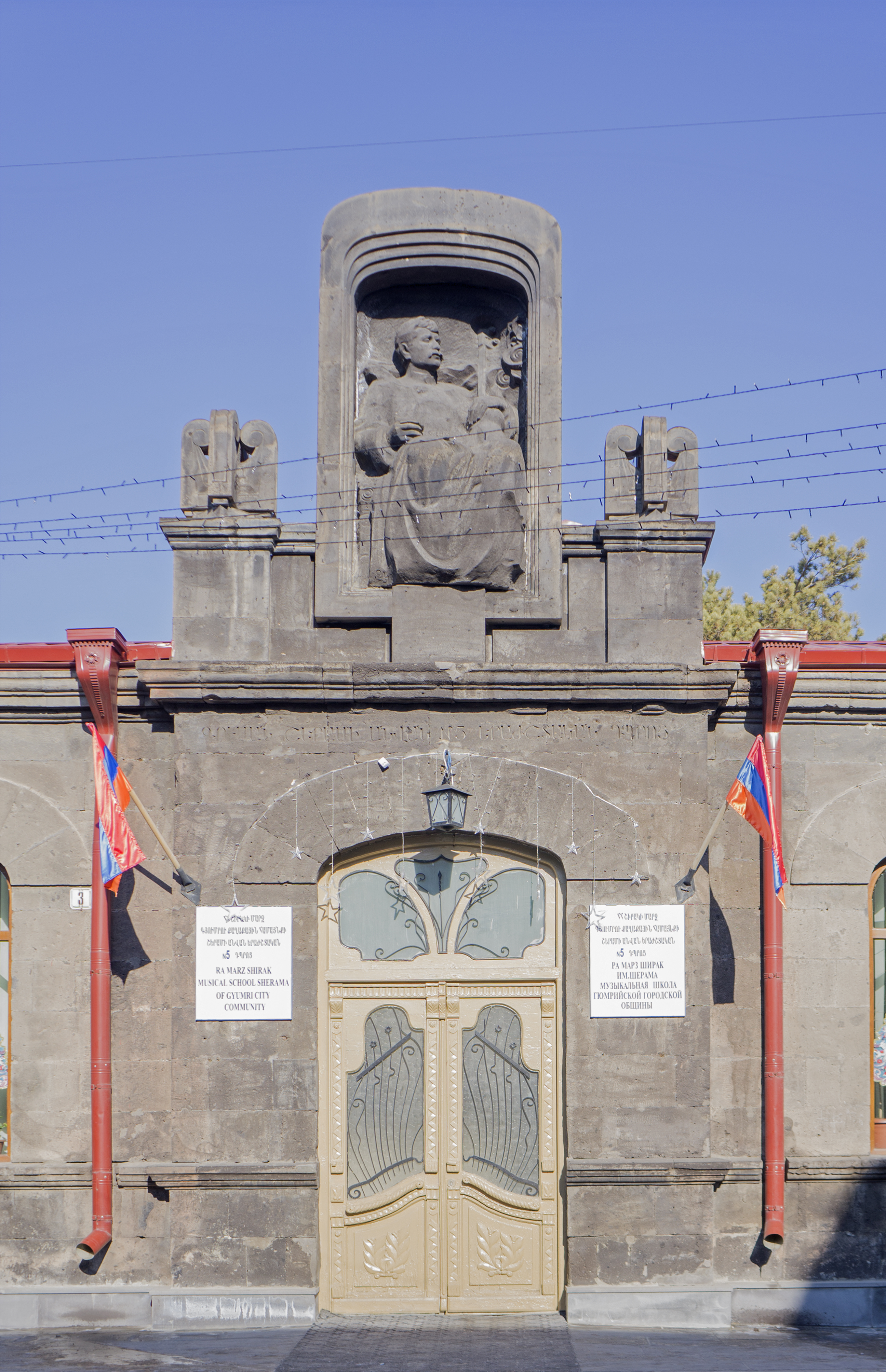
نقش برجسته «شِرام»،  در جلوی مدرسه موسیقی شرام، در پارک پیروزی ۱۹۸۳